# Antarctobiotus elongatus
Antarctobiotus elongatus är en kräftdjursart som beskrevs av Lewis 1972. Antarctobiotus elongatus ingår i släktet Antarctobiotus och familjen Canthocamptidae. Inga underarter finns listade i Catalogue of Life.